# II. Rákóczi Ferenc Katolikus Általános Iskola és Alapfokú Művészetoktatási Intézmény
A II. Rákóczi Ferenc Katolikus Általános Iskola és Alapfokú Művészetoktatási Intézmény egy általános iskola Gyöngyösön.

## Története
Az iskola 1894. szeptember 4-től bérhelyiségben folytatott tanítást 98 fővel, míg 1898-ban át nem adták az iskola számára építtetett épületet. Az intézmény eredetileg polgári leányiskola volt. A város első Polgári iskolájába 9-10 éves lányok kerültek be, a tanulmányi idő 4 év, az évi tandíj 40-48 pengő volt. Az akkori polgári iskolában 1926-ban megalakult a Benevár Sportkör, majd ifjúsági vöröskereszt csoport és a 798. sz. Szent László cserkészet. 1945-ben a nyolcosztályos általános iskola bevezetésére került sor. Ezzel egyidejűleg a polgári iskola megszűnt. Az intézmény 1991-ben felvette ismét II. Rákóczi Ferenc nevét. 1992-től az iskola falai között művészeti oktatás is folyik, ahol a gyerekek táncművészeti képzésben vehetnek részt, balett és néptánc tanszakon. 1994-ben az iskola eléri a 100 éves fennállását. 2009-ben az iskola 115 éves múltra tekint vissza, ezzel Gyöngyös város legrégibb iskolája. Az iskola a 2011-2012-es tanévtől egyházi igazgatás alá esik, így Gyöngyös első katolikus általános iskolája lett. Az iskola korábbi beiskolázási körzetét elosztják a Felsővárosi Általános Iskola és a Kálváriaparti iskola között, vagyis aki nem kíván egyházi iskolába járni, az ebből a két oktatási intézményből választhat másik iskolát.